# 奧列什尼亞河
奧列什尼亞河（烏克蘭語：Орешня），是烏克蘭的河流，位於該國東部，流經蘇梅州和波爾塔瓦州，屬於科捷利瓦河的支流，發源自卡明涅東北面，河口處在科泰利瓦，河道全長12公里，流域面積183平方公里。